# Campionatul Mondial de Handbal Masculin 2017 – Zona Europeană
Calificările din Zona Europeană pentru Campionatul Mondial de Handbal Masculin din 2017 din Franța, se joacă în două runde, între echipele care nu s-au calificat pentru Campionatul European de Handbal Masculin din 2016 și cele 12 echipe care se vor clasa în afara primelor trei locuri de la Campionatului European. 
În prima rundă de calificare, 22 de echipe care nu participă la Campionatul European sunt împărțite în șase grupe; câștigătoarele grupelor vor avansa în runda a doua, care va aduna și cele 12 echipe de la europene. Aceste 18 echipe vor fi trase la sorți pentru a juca două câte două în meciuri tur-retur pentru a stabili cele nouă echipe calificate la Campionatul Mondial de Handbal Masculin 2017 din Zona Europeană.

## Prima rundă de calificare

### Grupa 1
| Loc | Echipa                | MJ | V | E | Î | GM  | GP  | DG  | Pct | Calificare                     |
| --- | --------------------- | -- | - | - | - | --- | --- | --- | --- | ------------------------------ |
| 1   | Bosnia și Herțegovina | 6  | 5 | 1 | 0 | 187 | 152 | +35 | 11  | Avansează în faza eliminatorie |
| 2   | Slovacia              | 6  | 3 | 1 | 2 | 162 | 142 | +20 | 7   |                                |
| 3   | Lituania              | 6  | 2 | 2 | 2 | 166 | 156 | +10 | 6   |                                |
| 4   | Kosovo                | 6  | 0 | 0 | 6 | 145 | 210 | −65 | 0   |                                |

| 4 noiembrie 2015 19:00 | Kosovo  | 26–30  | Lituania                 | Shani Nushi Sports Hall, Đakovica Asistență: 2,200 Arbitri: Hájek, Macho |
| 4 noiembrie 2015 19:00 | Hoxha 6 | (8–15) | Drabavičius, Petreikis 6 | Shani Nushi Sports Hall, Đakovica Asistență: 2,200 Arbitri: Hájek, Macho |
| 4 noiembrie 2015 19:00 | 3×      | Report | 6× 2×                    | Shani Nushi Sports Hall, Đakovica Asistență: 2,200 Arbitri: Hájek, Macho |

| 4 noiembrie 2015 20:15 | Bosnia și Herțegovina | 29–25   | Slovacia | KSPC Mejdan, Tuzla Asistență: 5,000 Arbitri: Olesen, Pedersen |
| 4 noiembrie 2015 20:15 | Prce 9                | (14–14) | Antl 8   | KSPC Mejdan, Tuzla Asistență: 5,000 Arbitri: Olesen, Pedersen |
| 4 noiembrie 2015 20:15 | 7× 3× 1×              | Report  | 6× 3×    | KSPC Mejdan, Tuzla Asistență: 5,000 Arbitri: Olesen, Pedersen |

| 7 noiembrie 2015 18:00 | Slovacia | 38–20   | Kosovo   | Športová hala Na Zábraní, Hlohovec Asistență: 1,400 Arbitri: Lillepea, Kull |
| 7 noiembrie 2015 18:00 | Urban 10 | (19–11) | Jupa 6   | Športová hala Na Zábraní, Hlohovec Asistență: 1,400 Arbitri: Lillepea, Kull |
| 7 noiembrie 2015 18:00 | 6× 3×    | Report  | 5× 3× 1× | Športová hala Na Zábraní, Hlohovec Asistență: 1,400 Arbitri: Lillepea, Kull |

| 8 noiembrie 2015 18:00 | Lituania    | 27–27   | Bosnia și Herțegovina | Kaunas Sports Hall, Kaunas Asistență: 1,500 Arbitri: Álvarez, Bustamante |
| 8 noiembrie 2015 18:00 | Petreikis 8 | (12–14) | Prce 6                | Kaunas Sports Hall, Kaunas Asistență: 1,500 Arbitri: Álvarez, Bustamante |
| 8 noiembrie 2015 18:00 | 6× 3× 1×    | Report  | 4× 3×                 | Kaunas Sports Hall, Kaunas Asistență: 1,500 Arbitri: Álvarez, Bustamante |

| 6 ianuarie 2016 19:15 | Kosovo    | 29–33   | Bosnia și Herțegovina | Shani Nushi Sports Hall, Đakovica Asistență: 1,000 Arbitri: Cindrić, Gonzurek |
| 6 ianuarie 2016 19:15 | Terziqi 9 | (13–17) | Prce 9                | Shani Nushi Sports Hall, Đakovica Asistență: 1,000 Arbitri: Cindrić, Gonzurek |
| 6 ianuarie 2016 19:15 | 2× 3×     | Report  | 2×                    | Shani Nushi Sports Hall, Đakovica Asistență: 1,000 Arbitri: Cindrić, Gonzurek |

| 7 ianuarie 2016 19:00 | Lituania     | 18–18  | Slovacia | Kaunas Sports Hall, Kaunas Asistență: 2,000 Arbitri: Baumgart, Wild |
| 7 ianuarie 2016 19:00 | Bernatonis 6 | (10–7) | Urban 7  | Kaunas Sports Hall, Kaunas Asistență: 2,000 Arbitri: Baumgart, Wild |
| 7 ianuarie 2016 19:00 | 4× 3×        | Report | 4× 3×    | Kaunas Sports Hall, Kaunas Asistență: 2,000 Arbitri: Baumgart, Wild |

| 9 ianuarie 2016 20:15 | Bosnia și Herțegovina | 41–25   | Kosovo | KSPC Mejdan, Tuzla Asistență: 3,500 Arbitri: Ben-Dan, Faran |
| 9 ianuarie 2016 20:15 | Ovčina 9              | (18–13) | Jupa 5 | KSPC Mejdan, Tuzla Asistență: 3,500 Arbitri: Ben-Dan, Faran |
| 9 ianuarie 2016 20:15 | 7× 3×                 | Report  | 6× 2×  | KSPC Mejdan, Tuzla Asistență: 3,500 Arbitri: Ben-Dan, Faran |

| 9 ianuarie 2016 18:00 | Slovacia | 31–27   | Lituania      | Športová hala Na Zábraní, Hlohovec Asistență: 1,800 Arbitri: Katsikis, Michailidis |
| 9 ianuarie 2016 18:00 | Antl 6   | (19–10) | Malašinskas 6 | Športová hala Na Zábraní, Hlohovec Asistență: 1,800 Arbitri: Katsikis, Michailidis |
| 9 ianuarie 2016 18:00 | 7× 4×    | Report  | 4× 2×         | Športová hala Na Zábraní, Hlohovec Asistență: 1,800 Arbitri: Katsikis, Michailidis |

| 13 ianuarie 2016 18:00 | Slovacia | 24–26   | Bosnia și Herțegovina | Športová hala Na Zábraní, Hlohovec Asistență: 1,888 Arbitri: Hansen, Pettersen |
| 13 ianuarie 2016 18:00 | Antl 6   | (12–13) | Zulfić 6              | Športová hala Na Zábraní, Hlohovec Asistență: 1,888 Arbitri: Hansen, Pettersen |
| 13 ianuarie 2016 18:00 | 3× 1×    | Report  | 6× 3×                 | Športová hala Na Zábraní, Hlohovec Asistență: 1,888 Arbitri: Hansen, Pettersen |

| 13 ianuarie 2016 19:00 | Lituania        | 42–23   | Kosovo | Kaunas Sports Hall, Kaunas Asistență: 1,200 Arbitri: Butskevich, Butskevich |
| 13 ianuarie 2016 19:00 | trei jucători 7 | (21–11) | Jupa 9 | Kaunas Sports Hall, Kaunas Asistență: 1,200 Arbitri: Butskevich, Butskevich |
| 13 ianuarie 2016 19:00 | 3×              | Report  | 4× 3×  | Kaunas Sports Hall, Kaunas Asistență: 1,200 Arbitri: Butskevich, Butskevich |

| 17 ianuarie 2016 17:00 | Bosnia și Herțegovina | 31–22   | Lituania    | KSPC Mejdan, Tuzla Asistență: 4.000 Arbitri: Miklós, Hucker |
| 17 ianuarie 2016 17:00 | Malinović 6           | (15–14) | Petreikis 6 | KSPC Mejdan, Tuzla Asistență: 4.000 Arbitri: Miklós, Hucker |
| 17 ianuarie 2016 17:00 | 4× 3×                 | Report  | 4× 1×       | KSPC Mejdan, Tuzla Asistență: 4.000 Arbitri: Miklós, Hucker |

| 17 ianuarie 2016 20:15 | Kosovo               | 22–26   | Slovacia | Shani Nushi Sports Hall, Đakovica Asistență: 700 Arbitri: Čerņavskis, Bogdanovs |
| 17 ianuarie 2016 20:15 | Krasniqi, Ramadani 5 | (12–15) | Urban 8  | Shani Nushi Sports Hall, Đakovica Asistență: 700 Arbitri: Čerņavskis, Bogdanovs |
| 17 ianuarie 2016 20:15 | 4× 3×                | Report  | 3× 2×    | Shani Nushi Sports Hall, Đakovica Asistență: 700 Arbitri: Čerņavskis, Bogdanovs |

### Grupa 2
| Loc | Echipa   | MJ | V | E | Î | GM  | GP  | DG  | Pct | Calificare                     |
| --- | -------- | -- | - | - | - | --- | --- | --- | --- | ------------------------------ |
| 1   | Austria  | 6  | 5 | 0 | 1 | 190 | 151 | +39 | 10  | Avansează în faza eliminatorie |
| 2   | România  | 6  | 5 | 0 | 1 | 191 | 156 | +35 | 10  |                                |
| 3   | Italia   | 6  | 1 | 0 | 5 | 148 | 180 | −32 | 2   |                                |
| 4   | Finlanda | 6  | 1 | 0 | 5 | 144 | 186 | −42 | 2   |                                |

1. 1 2  Austria 56–56 Romania, Austria a marcat mai multe goluri în deplasare
2. 1 2  Italia 52–45 Finlanda

| 4 noiembrie 2015 19:30 | Italia     | 27–19   | Finlanda   | Palavis di Lavis, Lavis Asistență: 1,100 Arbitri: Cabrejas, Sánchez |
| 4 noiembrie 2015 19:30 | Turkovic 7 | (12–11) | Tamminen 5 | Palavis di Lavis, Lavis Asistență: 1,100 Arbitri: Cabrejas, Sánchez |
| 4 noiembrie 2015 19:30 | 6× 3×      | Report  | 7× 2× 1×   | Palavis di Lavis, Lavis Asistență: 1,100 Arbitri: Cabrejas, Sánchez |

| 4 noiembrie 2015 20:25 | Austria      | 27–24  | România   | Bundessport- und Freizeitzentrum Südstadt, Maria Enzersdorf Asistență: 1,500 Arbitri: Togstad, Kristiansen |
| 4 noiembrie 2015 20:25 | 3 jucători 6 | (13–9) | Ghionea 9 | Bundessport- und Freizeitzentrum Südstadt, Maria Enzersdorf Asistență: 1,500 Arbitri: Togstad, Kristiansen |
| 4 noiembrie 2015 20:25 | 3×           | Report | 3×        | Bundessport- und Freizeitzentrum Südstadt, Maria Enzersdorf Asistență: 1,500 Arbitri: Togstad, Kristiansen |

| 7 noiembrie 2015 17:00 | Finlanda    | 29–32   | Austria  | Energia Areena, Vantaa Asistență: 1,300 Arbitri: Pandžić, Šatordžija |
| 7 noiembrie 2015 17:00 | Tamminen 11 | (11–13) | Zeiner 7 | Energia Areena, Vantaa Asistență: 1,300 Arbitri: Pandžić, Šatordžija |
| 7 noiembrie 2015 17:00 | 5× 3×       | Report  | 5× 3×    | Energia Areena, Vantaa Asistență: 1,300 Arbitri: Pandžić, Šatordžija |

| 8 noiembrie 2015 18:00 | România    | 35–22   | Italia     | Sala Polivalentă, Călărași Asistență: 1,500 Arbitri: Herczeg, Südi |
| 8 noiembrie 2015 18:00 | Sadoveac 6 | (13–12) | Turkovic 9 | Sala Polivalentă, Călărași Asistență: 1,500 Arbitri: Herczeg, Südi |
| 8 noiembrie 2015 18:00 | 8× 3×      | Report  | 5× 2×      | Sala Polivalentă, Călărași Asistență: 1,500 Arbitri: Herczeg, Südi |

| 6 ianuarie 2016 18:00 | Italia   | 27–40   | Austria | PalaTrieste, Trieste Asistență: 3,290 Arbitri: Gasmi, Gasmi |
| 6 ianuarie 2016 18:00 | Skatar 7 | (12–16) | Bilyk 9 | PalaTrieste, Trieste Asistență: 3,290 Arbitri: Gasmi, Gasmi |
| 6 ianuarie 2016 18:00 | 5× 3×    | Report  | 3×      | PalaTrieste, Trieste Asistență: 3,290 Arbitri: Gasmi, Gasmi |

| 6 ianuarie 2016 16:00 | Finlanda   | 21–34  | România   | Energia Areena, Vantaa Asistență: 800 Arbitri: Kurtagic, Wetterwik |
| 6 ianuarie 2016 16:00 | Sundberg 6 | (9–20) | Ghionea 7 | Energia Areena, Vantaa Asistență: 800 Arbitri: Kurtagic, Wetterwik |
| 6 ianuarie 2016 16:00 | 2× 3×      | Report | 6× 2×     | Energia Areena, Vantaa Asistență: 800 Arbitri: Kurtagic, Wetterwik |

| 9 ianuarie 2016 20:25 | Austria  | 30–19  | Italia     | Bundessport- und Freizeitzentrum Südstadt, Maria Enzersdorf Asistență: 1,500 Arbitri: Budzák, Záhradník |
| 9 ianuarie 2016 20:25 | Santos 8 | (15–9) | Turkovic 9 | Bundessport- und Freizeitzentrum Südstadt, Maria Enzersdorf Asistență: 1,500 Arbitri: Budzák, Záhradník |
| 9 ianuarie 2016 20:25 | 2× 3×    | Report | 3× 2×      | Bundessport- und Freizeitzentrum Südstadt, Maria Enzersdorf Asistență: 1,500 Arbitri: Budzák, Záhradník |

| 10 ianuarie 2016 20:30 | România   | 36–29   | Finlanda   | Sala Sporturilor „Lascăr Pană”, Baia Mare Asistență: 1,300 Arbitri: Boričić, Marković |
| 10 ianuarie 2016 20:30 | Ghionea 9 | (19-11) | Tamminen 9 | Sala Sporturilor „Lascăr Pană”, Baia Mare Asistență: 1,300 Arbitri: Boričić, Marković |
| 10 ianuarie 2016 20:30 | 4× 3×     | Report  | 5× 3×      | Sala Sporturilor „Lascăr Pană”, Baia Mare Asistență: 1,300 Arbitri: Boričić, Marković |

| 14 ianuarie 2016 18:00 | România         | 32–29   | Austria | Sala Sporturilor „Lascăr Pană”, Baia Mare Asistență: 2,080 Arbitri: Vitaku, Vitaku |
| 14 ianuarie 2016 18:00 | Mocanu, Ramba 7 | (15–15) | Bilyk 9 | Sala Sporturilor „Lascăr Pană”, Baia Mare Asistență: 2,080 Arbitri: Vitaku, Vitaku |
| 14 ianuarie 2016 18:00 | 5× 3× 1×        | Report  | 5× 3×   | Sala Sporturilor „Lascăr Pană”, Baia Mare Asistență: 2,080 Arbitri: Vitaku, Vitaku |

| 13 ianuarie 2016 18:30 | Finlanda   | 26–25   | Italia   | Energia Areena, Vantaa Asistență: 500 Arbitri: Brodbeck, Reich |
| 13 ianuarie 2016 18:30 | Koljonen 6 | (12–12) | Skatar 9 | Energia Areena, Vantaa Asistență: 500 Arbitri: Brodbeck, Reich |
| 13 ianuarie 2016 18:30 | 5× 3×      | Report  | 4× 3×    | Energia Areena, Vantaa Asistență: 500 Arbitri: Brodbeck, Reich |

| 17 ianuarie 2016 16:00 | Austria | 32–20   | Finlanda        | Bundessport- und Freizeitzentrum Südstadt, Maria Enzersdorf Asistență: 1.500 Arbitri: Argyridis, Mouttas |
| 17 ianuarie 2016 16:00 | Bilyk 7 | (17–12) | trei jucători 4 | Bundessport- und Freizeitzentrum Südstadt, Maria Enzersdorf Asistență: 1.500 Arbitri: Argyridis, Mouttas |
| 17 ianuarie 2016 16:00 | 3×      | Report  | 3×              | Bundessport- und Freizeitzentrum Südstadt, Maria Enzersdorf Asistență: 1.500 Arbitri: Argyridis, Mouttas |

| 16 ianuarie 2016 18:30 | Italia   | 28–30   | România   | Pala San Giacomo, Conversano Asistență: 2.400 Arbitri: Lah, Sok |
| 16 ianuarie 2016 18:30 | Maione 6 | (16–15) | Ghionea 8 | Pala San Giacomo, Conversano Asistență: 2.400 Arbitri: Lah, Sok |
| 16 ianuarie 2016 18:30 | 6× 3×    | Report  | 4× 2×     | Pala San Giacomo, Conversano Asistență: 2.400 Arbitri: Lah, Sok |

### Grupa 3
| Loc | Echipa  | MJ | V | E | Î | GM  | GP  | DG  | Pct | Calificare                     |
| --- | ------- | -- | - | - | - | --- | --- | --- | --- | ------------------------------ |
| 1   | Letonia | 6  | 5 | 1 | 0 | 161 | 121 | +40 | 11  | Avansează în faza eliminatorie |
| 2   | Ucraina | 6  | 3 | 0 | 3 | 149 | 125 | +24 | 6   |                                |
| 3   | Grecia  | 6  | 2 | 1 | 3 | 148 | 160 | −12 | 5   |                                |
| 4   | Cipru   | 6  | 1 | 0 | 5 | 123 | 175 | −52 | 2   |                                |

| 4 noiembrie 2015 19:15 | Letonia      | 31–22   | Grecia         | Sports Centre Dobele, Dobele Asistență: 1,200 Arbitri: Opava, Válek |
| 4 noiembrie 2015 19:15 | Krištopāns 8 | (15–12) | Papadopoulos 8 | Sports Centre Dobele, Dobele Asistență: 1,200 Arbitri: Opava, Válek |
| 4 noiembrie 2015 19:15 | 3× 1×        | Report  | 4× 3×          | Sports Centre Dobele, Dobele Asistență: 1,200 Arbitri: Opava, Válek |

| 4 noiembrie 2015 19:30 | Cipru     | 13–27  | Ucraina | University of Cyprus Athletic Center, Nicosia Asistență: 200 Arbitri: Lindenbaum, Laron |
| 4 noiembrie 2015 19:30 | Argyrou 4 | (9–13) | Zhuk 7  | University of Cyprus Athletic Center, Nicosia Asistență: 200 Arbitri: Lindenbaum, Laron |
| 4 noiembrie 2015 19:30 | 4× 3×     | Report | 6× 3×   | University of Cyprus Athletic Center, Nicosia Asistență: 200 Arbitri: Lindenbaum, Laron |

| 8 noiembrie 2015 15:00 | Grecia         | 31–27  | Cipru       | Sport Hall "Koukouli", Patras Asistență: 300 Arbitri: Scevola, Alperan |
| 8 noiembrie 2015 15:00 | Papadopoulos 8 | (9–9)  | Nikiforou 8 | Sport Hall "Koukouli", Patras Asistență: 300 Arbitri: Scevola, Alperan |
| 8 noiembrie 2015 15:00 | 2× 3×          | Report | 3×          | Sport Hall "Koukouli", Patras Asistență: 300 Arbitri: Scevola, Alperan |

| 8 noiembrie 2015 17:00 | Ucraina | 18–23  | Letonia  | National University of Sport, Kyiv Asistență: 800 Arbitri: Šniurevičius, Mykolaitis |
| 8 noiembrie 2015 17:00 | Tilte 7 | (8–6)  | Jurdžs 9 | National University of Sport, Kyiv Asistență: 800 Arbitri: Šniurevičius, Mykolaitis |
| 8 noiembrie 2015 17:00 | 5× 2×   | Report | 2×       | National University of Sport, Kyiv Asistență: 800 Arbitri: Šniurevičius, Mykolaitis |

| 7 ianuarie 2016 19:00 | Cipru     | 20–28  | Letonia      | University of Cyprus Athletic Center, Nicosia Asistență: 450 Arbitri: Geraets, Geraets |
| 7 ianuarie 2016 19:00 | Argyrou 7 | (5–14) | Krištopāns 7 | University of Cyprus Athletic Center, Nicosia Asistență: 450 Arbitri: Geraets, Geraets |
| 7 ianuarie 2016 19:00 | 5× 3× 1×  | Report | 1× 2×        | University of Cyprus Athletic Center, Nicosia Asistență: 450 Arbitri: Geraets, Geraets |

| 7 ianuarie 2016 17:00 | Ucraina   | 25–27   | Grecia          | Palatul Sporturilor, Kiev Asistență: 300 Arbitri: Sirbu, Suponicov |
| 7 ianuarie 2016 17:00 | Zhukov 10 | (16–13) | trei jucători 5 | Palatul Sporturilor, Kiev Asistență: 300 Arbitri: Sirbu, Suponicov |
| 7 ianuarie 2016 17:00 | 2× 3×     | Report  | 2× 3×           | Palatul Sporturilor, Kiev Asistență: 300 Arbitri: Sirbu, Suponicov |

| 10 ianuarie 2016 17:05 | Letonia     | 34–17   | Cipru       | Vidzemes Olympic Centre, Valmiera Asistență: 650 Arbitri: Jovchev, Jonchev |
| 10 ianuarie 2016 17:05 | Pavlovičs 9 | (15–10) | Mpotsaris 6 | Vidzemes Olympic Centre, Valmiera Asistență: 650 Arbitri: Jovchev, Jonchev |
| 10 ianuarie 2016 17:05 | 3× 2×       | Report  | 6× 2×       | Vidzemes Olympic Centre, Valmiera Asistență: 650 Arbitri: Jovchev, Jonchev |

| 10 ianuarie 2016 15:00 | Grecia                  | 21–27   | Ucraina | Mikra 3, Thessaloniki Asistență: 900 Arbitri: Cvetko, Kavalar |
| 10 ianuarie 2016 15:00 | Mallios, Papadopoulos 5 | (10–17) | Tilte 8 | Mikra 3, Thessaloniki Asistență: 900 Arbitri: Cvetko, Kavalar |
| 10 ianuarie 2016 15:00 | 2×                      | Report  | 2× 3×   | Mikra 3, Thessaloniki Asistență: 900 Arbitri: Cvetko, Kavalar |

| 13 ianuarie 2016 18:10 | Grecia         | 23–23   | Letonia  | Mikra 3, Thessaloniki Asistență: 600 Arbitri: Jorum, Kleven |
| 13 ianuarie 2016 18:10 | Papadopoulos 8 | (10–12) | Jurdžs 7 | Mikra 3, Thessaloniki Asistență: 600 Arbitri: Jorum, Kleven |
| 13 ianuarie 2016 18:10 | 5× 2×          | Report  | 5× 3× 1× | Mikra 3, Thessaloniki Asistență: 600 Arbitri: Jorum, Kleven |

| 14 ianuarie 2016 17:00 | Ucraina           | 31–19  | Cipru        | Palace of Sports, Kiev Asistență: 550 Arbitri: Sager, Styger |
| 14 ianuarie 2016 17:00 | Akimenko, Tilte 7 | (11–8) | J. Argyrou 5 | Palace of Sports, Kiev Asistență: 550 Arbitri: Sager, Styger |
| 14 ianuarie 2016 17:00 | 2×                | Report | 1× 3×        | Palace of Sports, Kiev Asistență: 550 Arbitri: Sager, Styger |

| 17 ianuarie 2016 15:05 | Letonia      | 22–21   | Ucraina    | Vidzemes Olympic Centre, Valmiera Asistență: 11.507 Arbitri: Aliyev, Aghakishiyev |
| 17 ianuarie 2016 15:05 | Krištopāns 7 | (13–10) | Akimenko 9 | Vidzemes Olympic Centre, Valmiera Asistență: 11.507 Arbitri: Aliyev, Aghakishiyev |
| 17 ianuarie 2016 15:05 | 3×           | Report  | 3×         | Vidzemes Olympic Centre, Valmiera Asistență: 11.507 Arbitri: Aliyev, Aghakishiyev |

| 17 ianuarie 2016 17:00 | Cipru     | 27–24   | Grecia         | University of Cyprus Athletic Center, Nicosia Asistență: 400 Arbitri: Bonifert, Oláh |
| 17 ianuarie 2016 17:00 | Argyrou 6 | (14–12) | Papadopoulos 8 | University of Cyprus Athletic Center, Nicosia Asistență: 400 Arbitri: Bonifert, Oláh |
| 17 ianuarie 2016 17:00 | 6× 3×     | Report  | 7× 3×          | University of Cyprus Athletic Center, Nicosia Asistență: 400 Arbitri: Bonifert, Oláh |

### Grupa 4
Echipele au căzut de acord să joace toate meciurile în format mini-turneuîntr-o singură țară. Tragerea la sorți a decis ca Israel să găzduiască acest turneu.
| Loc | Echipa     | MJ | V | E | Î | GM  | GP | DG  | Pct | Calificare                     |
| --- | ---------- | -- | - | - | - | --- | -- | --- | --- | ------------------------------ |
| 1   | Portugalia | 3  | 2 | 1 | 0 | 101 | 71 | +30 | 5   | Avansează în faza eliminatorie |
| 2   | Israel     | 3  | 2 | 0 | 1 | 76  | 80 | −4  | 4   |                                |
| 3   | Estonia    | 3  | 0 | 2 | 1 | 76  | 81 | −5  | 2   |                                |
| 4   | Georgia    | 3  | 0 | 1 | 2 | 61  | 89 | −28 | 1   |                                |

| 5 noiembrie 2015 17:15 | Portugalia | 28–28   | Estonia    | Drive in Arena, Tel Aviv Asistență: 100 Arbitri: Mitrevski, Todorovski |
| 5 noiembrie 2015 17:15 | Rocha 6    | (14–14) | Patrail 11 | Drive in Arena, Tel Aviv Asistență: 100 Arbitri: Mitrevski, Todorovski |
| 5 noiembrie 2015 17:15 | 3×         | Report  | 3×         | Drive in Arena, Tel Aviv Asistență: 100 Arbitri: Mitrevski, Todorovski |

| 5 noiembrie 2015 19:40 | Israel | 27–19  | Georgia     | Drive in Arena, Tel Aviv Asistență: 1,400 Arbitri: Dzērve, Rutkovskis |
| 5 noiembrie 2015 19:40 | Levy 5 | (13–8) | Chikovani 7 | Drive in Arena, Tel Aviv Asistență: 1,400 Arbitri: Dzērve, Rutkovskis |
| 5 noiembrie 2015 19:40 | 4× 3×  | Report | 6× 3× 1×    | Drive in Arena, Tel Aviv Asistență: 1,400 Arbitri: Dzērve, Rutkovskis |

| 6 noiembrie 2015 16:00 | Estonia | 25–28   | Israel             | Drive in Arena, Tel Aviv Asistență: 1,400 Arbitri: Mitrevski, Todorovski |
| 6 noiembrie 2015 16:00 | Rooba 8 | (13–14) | Kofman, Pomeranz 8 | Drive in Arena, Tel Aviv Asistență: 1,400 Arbitri: Mitrevski, Todorovski |
| 6 noiembrie 2015 16:00 | 3×      | Report  | 4× 3×              | Drive in Arena, Tel Aviv Asistență: 1,400 Arbitri: Mitrevski, Todorovski |

| 6 noiembrie 2015 18:15 | Georgia        | 22–37   | Portugalia | Drive in Arena, Tel Aviv Asistență: 200 Arbitri: Dzērve, Rutkovskis |
| 6 noiembrie 2015 18:15 | Datukashvili 6 | (10–17) | Areia 9    | Drive in Arena, Tel Aviv Asistență: 200 Arbitri: Dzērve, Rutkovskis |
| 6 noiembrie 2015 18:15 | 6× 3× 1×       | Report  | 2× 3×      | Drive in Arena, Tel Aviv Asistență: 200 Arbitri: Dzērve, Rutkovskis |

| 7 noiembrie 2015 17:00 | Estonia | 25–25   | Georgia     | Drive in Arena, Tel Aviv Asistență: 100 Arbitri: Dzērve, Rutkovskis |
| 7 noiembrie 2015 17:00 | Rooba 9 | (14–13) | Chikovani 8 | Drive in Arena, Tel Aviv Asistență: 100 Arbitri: Dzērve, Rutkovskis |
| 7 noiembrie 2015 17:00 | 5× 3×   | Report  | 5× 3×       | Drive in Arena, Tel Aviv Asistență: 100 Arbitri: Dzērve, Rutkovskis |

| 7 noiembrie 2015 19:15 | Portugalia | 36–21   | Israel | Drive in Arena, Tel Aviv Asistență: 2,000 Arbitri: Mitrevski, Todorovski |
| 7 noiembrie 2015 19:15 | Rocha 9    | (20–11) | Levy 7 | Drive in Arena, Tel Aviv Asistență: 2,000 Arbitri: Mitrevski, Todorovski |
| 7 noiembrie 2015 19:15 | 3×         | Report  | 2× 3×  | Drive in Arena, Tel Aviv Asistență: 2,000 Arbitri: Mitrevski, Todorovski |

### Grupa 5
| Loc | Echipa | MJ | V | E | Î | GM  | GP  | DG  | Pct | Calificare                     |
| --- | ------ | -- | - | - | - | --- | --- | --- | --- | ------------------------------ |
| 1   | Cehia  | 4  | 3 | 0 | 1 | 128 | 119 | +9  | 6   | Avansează în faza eliminatorie |
| 2   | Turcia | 4  | 3 | 0 | 1 | 117 | 110 | +7  | 6   |                                |
| 3   | Belgia | 4  | 0 | 0 | 4 | 116 | 132 | −16 | 0   |                                |

1. 1 2  Czech Republic 58–55 Turkey

| 4 noiembrie 2015 17:10 | Cehia   | 34–32   | Belgia         | Tipsport Arena, Prague Asistență: 1,400 Arbitri: Harabagiu, Stănescu |
| 4 noiembrie 2015 17:10 | Jícha 9 | (22–18) | Cauwenberghs 8 | Tipsport Arena, Prague Asistență: 1,400 Arbitri: Harabagiu, Stănescu |
| 4 noiembrie 2015 17:10 | 2× 3×   | Report  | 2× 3×          | Tipsport Arena, Prague Asistență: 1,400 Arbitri: Harabagiu, Stănescu |

| 7 noiembrie 2015 20:00 | Belgia       | 32–36   | Cehia    | Lange Munte, Kortrijk Asistență: 2,300 Arbitri: Martins, Martins |
| 7 noiembrie 2015 20:00 | T. Bolaers 7 | (15–16) | Jícha 10 | Lange Munte, Kortrijk Asistență: 2,300 Arbitri: Martins, Martins |
| 7 noiembrie 2015 20:00 | 4× 3×        | Report  | 6× 3×    | Lange Munte, Kortrijk Asistență: 2,300 Arbitri: Martins, Martins |

| 6 ianuarie 2016 20:00 | Belgia     | 24–31   | Turcia   | Lange Munte, Kortrijk Asistență: 1,137 Arbitri: Mitrevski, Todorovski |
| 6 ianuarie 2016 20:00 | Kedziora 8 | (10–14) | Döne 10  | Lange Munte, Kortrijk Asistență: 1,137 Arbitri: Mitrevski, Todorovski |
| 6 ianuarie 2016 20:00 | 3×         | Report  | 5× 3× 1× | Lange Munte, Kortrijk Asistență: 1,137 Arbitri: Mitrevski, Todorovski |

| 10 ianuarie 2016 16:00 | Turcia   | 31–28   | Belgia     | THF Sport Hall, Ankara Asistență: 650 Arbitri: Kouz, Zhoba |
| 10 ianuarie 2016 16:00 | Döne 8   | (16–12) | Kedziora 6 | THF Sport Hall, Ankara Asistență: 650 Arbitri: Kouz, Zhoba |
| 10 ianuarie 2016 16:00 | 7× 3× 1× | Report  | 5× 2×      | THF Sport Hall, Ankara Asistență: 650 Arbitri: Kouz, Zhoba |

| 13 ianuarie 2016 19:00 | Turcia           | 27–24   | Cehia    | THF Sport Hall, Ankara Asistență: 650 Arbitri: Konjicanin, Konjicanin |
| 13 ianuarie 2016 19:00 | Ersin, Özbahar 6 | (15–13) | Hrstka 7 | THF Sport Hall, Ankara Asistență: 650 Arbitri: Konjicanin, Konjicanin |
| 13 ianuarie 2016 19:00 | 3×               | Report  | 2× 3×    | THF Sport Hall, Ankara Asistență: 650 Arbitri: Konjicanin, Konjicanin |

| 16 ianuarie 2016 18:30 | Cehia    | 34–28   | Turcia  | Euronicshala Zlín, Zlín Asistență: 2.000 Arbitri: Leszczynski, Piechota |
| 16 ianuarie 2016 18:30 | Hrstka 8 | (17–16) | Döne 11 | Euronicshala Zlín, Zlín Asistență: 2.000 Arbitri: Leszczynski, Piechota |
| 16 ianuarie 2016 18:30 | 5× 3× 1× | Report  | 9× 3×   | Euronicshala Zlín, Zlín Asistență: 2.000 Arbitri: Leszczynski, Piechota |

### Grupa 6
| Loc | Echipa        | MJ | V | E | Î | GM  | GP  | DG  | Pct | Calificare                     |
| --- | ------------- | -- | - | - | - | --- | --- | --- | --- | ------------------------------ |
| 1   | Țările de Jos | 4  | 4 | 0 | 0 | 118 | 92  | +26 | 8   | Avansează în faza eliminatorie |
| 2   | Elveția       | 4  | 2 | 0 | 2 | 108 | 99  | +9  | 4   |                                |
| 3   | Luxemburg     | 4  | 0 | 0 | 4 | 91  | 126 | −35 | 0   |                                |

| 4 noiembrie 2015 19:30 | Țările de Jos | 26–20  | Luxemburg | Topsportcentrum Almere, Almere Asistență: 1,000 Arbitri: Jerlecki, Łabuń |
| 4 noiembrie 2015 19:30 | Schagen 5     | (15–9) | Bock 7    | Topsportcentrum Almere, Almere Asistență: 1,000 Arbitri: Jerlecki, Łabuń |
| 4 noiembrie 2015 19:30 | 5× 3×         | Report | 3×        | Topsportcentrum Almere, Almere Asistență: 1,000 Arbitri: Jerlecki, Łabuń |

| 7 noiembrie 2015 19:00 | Luxemburg | 30–34   | Țările de Jos            | Centre Sportif de Differdange, Differdange Asistență: 720 Arbitri: Bolic, Hurich |
| 7 noiembrie 2015 19:00 | Müller 10 | (13–19) | Boomhouwer, Van Olphen 5 | Centre Sportif de Differdange, Differdange Asistență: 720 Arbitri: Bolic, Hurich |
| 7 noiembrie 2015 19:00 | 2× 3×     | Report  | 3× 2×                    | Centre Sportif de Differdange, Differdange Asistență: 720 Arbitri: Bolic, Hurich |

| 6 ianuarie 2016 19:30 | Luxemburg | 24–31  | Elveția   | d'Coque, Luxemburg Asistență: 650 Arbitri: Simone, Monitillo |
| 6 ianuarie 2016 19:30 | Müller 6  | (8–17) | Liniger 5 | d'Coque, Luxemburg Asistență: 650 Arbitri: Simone, Monitillo |
| 6 ianuarie 2016 19:30 | 2× 3×     | Report | 3×        | d'Coque, Luxemburg Asistență: 650 Arbitri: Simone, Monitillo |

| 9 ianuarie 2016 19:00 | Elveția  | 30–18  | Luxemburg       | Schachenhalle, Aarau Asistență: 2,000 Arbitri: Mykolaitis, Šniurevičius |
| 9 ianuarie 2016 19:00 | Schmid 7 | (14–9) | Müller, Wirtz 4 | Schachenhalle, Aarau Asistență: 2,000 Arbitri: Mykolaitis, Šniurevičius |
| 9 ianuarie 2016 19:00 | 5× 3×    | Report | 3× 2×           | Schachenhalle, Aarau Asistență: 2,000 Arbitri: Mykolaitis, Šniurevičius |

| 13 ianuarie 2016 20:00 | Elveția  | 21–24   | Țările de Jos | Schachenhalle, Aarau Asistență: 2,200 Arbitri: Caçador, Nicolau |
| 13 ianuarie 2016 20:00 | Schmid 7 | (14–13) | Baart 5       | Schachenhalle, Aarau Asistență: 2,200 Arbitri: Caçador, Nicolau |
| 13 ianuarie 2016 20:00 | 2× 3×    | Report  | 5× 3×         | Schachenhalle, Aarau Asistență: 2,200 Arbitri: Caçador, Nicolau |

| 17 ianuarie 2016 14:00 | Țările de Jos | 34–21  | Elveția | Fitland XL, Sittard Asistență: 1.800 Arbitri: Kaveshnikov, Plotnikov |
| 17 ianuarie 2016 14:00 | Baart 6       | (18–9) | Raemy 4 | Fitland XL, Sittard Asistență: 1.800 Arbitri: Kaveshnikov, Plotnikov |
| 17 ianuarie 2016 14:00 | 2× 3× 1×      | Report | 3× 2×   | Fitland XL, Sittard Asistență: 1.800 Arbitri: Kaveshnikov, Plotnikov |

## Runda a doua de calificare
Echipe calificate
- Austria
- Bosnia și Herțegovina
- Cehia
- Letonia
- Țările de Jos
- Portugalia